# Crematogaster atra
Crematogaster atra es una especie de hormiga acróbata perteneciente a la tribu Crematogastrini, de la subfamilia Myrmicinae, orden Hymenoptera.
ue descrita por Gustav Mayr en 1870. Aparece registrada y publicada en una sección de Verhandlungen Der Kaiserlich-Königlichen Zoologisch-Botanischen Gesellschaft in Wien, 20. p. 939–996 de 1870.

## Distribución
Se distribuye por América, en Argentina, Brasil, Colombia, Guatemala, México, Paraguay, Uruguay y Venezuela.

## Hábitat
Habita en matorrales espinosos secos y bosque de robles. Se ha encontrado a elevaciones de 1500-2000 m s. n. m.